# BMW K 1600 GTL
BMW K 1600 GTL je sportovně cestovní motocykl, vyvinutý firmou BMW, vyráběný od roku 2010. Jeho předchůdcem byl model BMW K 1300 GT. Zároveň s ním byl představen i model K 1600 GT, který se liší především v ergonomii a předpokládaném určení. GT s vyšším sedlem je prezentován jako sportovnější, zatímco GTL s nižším sedlem, širším plexištítem a zadním kufrem s opěrkou spolujezdce ve standardní výbavě jako turistická varianta.
Motor je nakloněn směrem dopředu o 50°. Jediným konkurentem používajícím šestiválcový motor je Honda GoldWing, jejíž motor však má protilehlé válce. Mezi další konkurenty je možno zařadit Kawasaki 1400 GTR a s přihmouřeným okem ještě modely Yamaha FJR 1300 a koncepčně poněkud starší Honda ST 1300 Pan European.
Motocykl má kapalinou chlazený čtyřiadvacetiventilový řadový šestiválec s rozvodem DOHC o výkonu 160 koní nakloněný dopředu o 50°, který je podle BMW s 560 mm šířky nejužším šestiválcem, který kdy byl vyroben. Převodovka je šestistupňová, sekundární převod kardanem a odpružení Duolever se zdvihem 125 mm vpředu a Paralever se zdvihem 135 mm vzadu.

## Technické parametry
- Rám: odlitý z lehkých slitin s podsedlovou konstrukcí z hliníku
- Suchá hmotnost: 321 kg
- Pohotovostní hmotnost: 348 kg
- Maximální rychlost:
- Spotřeba paliva: 7,1 l/100 km